# Moessonuitwisseling
De moessonuitwisseling is een intercontinentale biologische uitwisseling van planten, dieren en microben over de Indische Oceaan, die zich vooral afspeelde tussen 1000 v.Chr. en 500 n.Chr..
Door de bestendige passaat- en moessonwinden bestond er al langer scheepvaart tussen Oost-Afrika, Mesopotamië en het Indisch Subcontinent. Zo werden bananen, yams en taro naar Oost-Afrika gebracht. Deze gewassen waren van groot belang bij de kolonisatie van de tropisch bossen van Centraal-Afrika door de Bantoe. Andersom werd al rond 1000 v.Chr. parelgierst van Afrika naar India gebracht, waar het vooral in de droge gebieden rond Gujarat, Maharashtra en Uttar Pradesh een belangrijke voedingsbron werd. Rond dezelfde tijd vond ook kafferkoren zijn weg van Oost-Afrika naar India, terwijl dat zo'n 1000 jaar later ook voor vingergierst gold.
Ook kippen, rijst en suikerriet werden vanuit Azië naar Afrika gebracht.
De term is gemunt door historicus John Robert McNeill naar de Columbiaanse uitwisseling van Crosby.